# Magnetic Fields
Magnetic Fields est une entreprise britannique de développement de jeux vidéo fondée durant les années 1980 par Shaun Southern et Andrew Morris. À l'origine créée sous le nom Mr Chip Software en 1982, elle devient Magnetic Fields (Software Design) Ltd. en 1988.
Magnetic Fields est principalement connue pour ses jeux de course, éditées par Gremlin Graphics, notamment les séries Lotus et Super Cars.

## Histoire
Mr Chip Software est fondée en février 1982. Elle développe quelques jeux et logiciels sur les ordinateurs familiaux Commodore 64 et VIC-20 pour Mastertronic et Alternative Software ou en auto-édition. En 1983, Shaun Southern rejoint l'entreprise en tant que programmeur. En 1984, l'entreprise abandonne l'édition pour se concentrer sur le développement.
En 1986 sort Trailblazer, publié par Gremlin Graphics, qui deviendra le titre le plus connu de Mr Chip Software, récompensé par un Tilt d'or. La même année, Andrew Morris rejoint Mr. Chip Software en tant que graphiste après avoir quitté l'école.
En 1988, l'entreprise change de nom pour Magnetic Fields et commence à abandonner progressivement les ordinateurs domestiques 8 bits s'intéresser aux machines 16 bits et se spécialise dans les jeux de course. Super Scramble Simulator devient ainsi son premier titre sur Amiga 500 et Atari ST l'année suivante. Commence alors la production de ce qui sera son plus grand succès, à savoir la série Lotus. Entretemps, sort le jeu de course Super Cars, qui connaître également une suite.
En 1996, Network Q RAC Rally Championship (en) sort sur les ordinateurs PC et reçoit des retours positifs.
Magnetic Fields disparait en 1999, après la sortie de son dernier titre, Mobil 1 Rally Championship sur les plateformes Windows et PlayStation.
Morris et Southern tentent de continuer l'aventure en fondant Eugenicy en 2000, mais le studio ferme peu de temps après sans jamais avoir rien produit.

## Liste de jeux

### Jeux développés et édités
(en tant que Mr Chip Software)
- Pacmania (1983)
- AD Infinitum (1984)
- Kwazy Kwaks (1984)
- Olympic Skier (1984)

### Jeux développés
(en tant que Mr Chip Software)
- Caves of Doom (1985)
- Hero of the Golden Talisman (1985)
- Kikstart: Off-Road Simulator (1985)
- Tutti Frutti (1985)
- Trailblazer (1986)
- Cosmic Causeway: Trailblazer II (1987)

(en tant que Magnetic Fields)
- Super Scramble Simulator (1989)
- Lotus Esprit Turbo Challenge (1990)
- Super Cars (1990)
- Super Cars II (1991)
- Lotus Turbo Challenge II (1991)
- Lotus III: The Ultimate Challenge (1992)
- Kid Chaos (1994)
- Supercars International (1996)
- Network Q RAC Rally Championship (1996)
  - Rally Championship: The X-Miles add-on expansion pack (1997)
- International Rally Championship (1997)
- Mobil 1 Rally Championship (1999)